# 유럽 고속도로 840호선
유럽 고속도로 840호선(European route E840)은 이탈리아의 사사리에서 출발하여 중간에 올비아를 경유한 후 치비타베키아까지 이르는 B-클래스 간선도로로, 총 연장은 약 337 km이다. 특이하게도 중간에는 티레니아해를 건너고 있는 특이 사항이 있다.

## 경로
- 이탈리아
  - E25 사사리
  - 올비아
  - 중간에 건너는 해역인 티레니아해
  - 치비타베키아
  - E80 타르퀴니아